# Urbankowa Turnia
Urbankowa Turnia (ang. Urbanek Crag) - formacja skalna na Wyspie Króla Jerzego, część Góry Lotników na północnym brzegu fiordu Ezcurra Inlet u jego ujścia do Zatoki Admiralicji. Urbankowa Turnia położona jest między Lodowcem Komitetu Badań Polarnych a Lodowcem Panieńskim.
Nazwę nadała polska ekspedycja antarktyczna na cześć prof. Adama Urbanka.